# Beauval-en-Caux

Beauval-en-Caux este o comună în departamentul Seine-Maritime, Franța. În 1 ianuarie 2022 avea o populație de 464 de locuitori.